# Florian Marange
Florian Marange, né le 3 mars 1986 à Talence, est un ancien footballeur français. Il évoluait au poste de défenseur latéral gauche.

## Biographie

### Parcours en club
Formé aux Girondins de Bordeaux, il débute en Ligue 1 contre Metz le 26 janvier 2005. Doublure de Franck Jurietti, Ricardo lui fait confiance. Il participe notamment à la qualification des Girondins de Bordeaux pour la finale de la Coupe de la Ligue en inscrivant son premier but professionnel, le 16 janvier 2007, contre le Stade de Reims.
Mais l'arrivée de Laurent Blanc va bouleverser la hiérarchie: Benoît Trémoulinas s'impose progressivement à la place d'un Franck Jurietti en fin de carrière, reléguant par là même le jeune Florian en équipe réserve. 
En janvier 2009, il est prêté au club du Havre AC. Le 20 juillet 2009, après avoir résilié son contrat avec les Girondins, Florian Marange  signe dans le club de l'AS Nancy-Lorraine pour une saison.

Bien que le club lorrain veuille le prolonger à l'issue de la saison 2009/2010, il fait son retour en Aquitaine la saison suivante avec un contrat de un an.
Le 14 août 2013, il signe à Crystal Palace (Premier League) un contrat d'un an plus un en option. Cependant, le joueur n'a pas été inscrit dans la liste des 25 jours joueurs de plus de 21 ans pouvant jouer en Premier League ce qui fait qu'après avoir joué lors de la défaite en Cup, il ne pourra plus jouer avant décembre où la liste sera à nouveau modifiable. Il rompt son contrat à l’amiable avec le club anglais en septembre en n'ayant participé qu'à une seule rencontre en coupe avec son équipe.
Lors du dernier jour du mercato hivernal suivant, il s'engage pour le reste de la saison avec le FC Sochaux-Montbéliard. Il rebondit ensuite au SC Bastia où, le 9 septembre 2014, il s'engage pour deux ans.
Depuis septembre 2017, il est sans club.

### Parcours en sélection
Son temps de jeu avec les Girondins de Bordeaux lui permet d'intégrer la sélection espoir. Le sélectionneur René Girard en fait l'un des cadres de sa défense au côté de l'Auxerrois Younès Kaboul dès la mi-saison 2006-2007.

## Palmarès

### En sélection nationale
- France U19
  - Vainqueur du Championnat d'Europe des moins de 19 ans : 2005

- France U20
  - Vainqueur du Tournoi de Toulon : 2006

### En club
- Vainqueur de la Coupe de la Ligue en 2007 avec les Girondins de Bordeaux
- Vainqueur du Trophée des champions en 2008 avec les Girondins de Bordeaux
- Vainqueur de la Coupe de France en 2013 avec les Girondins de Bordeaux
- Finaliste de la Coupe de la Ligue en 2015 avec le Sporting Club de Bastia

## Carrière
| Saison      | Club                  | Pays       | Championnat    | Championnat | Championnat | Coupes nationales | Coupes nationales | Coupe d'Europe | Coupe d'Europe | Coupe d'Europe | Équipe de France | Équipe de France | Équipe de France |
| Saison      | Club                  | Pays       | Division       | Matchs      | Buts        | Matchs            | Buts              | Type           | Matchs         | Buts           |                  |                  |                  |
| ----------- | --------------------- | ---------- | -------------- | ----------- | ----------- | ----------------- | ----------------- | -------------- | -------------- | -------------- | ---------------- | ---------------- | ---------------- |
| Saison      | Club                  | Pays       | Division       | Matchs      | Buts        | Matchs            | Buts              | Type           | Matchs         | Buts           | Matchs           | Buts             |                  |
| 2004 - 2005 | Girondins de Bordeaux | France     | Ligue 1        | 5           | 0           | -                 | -                 | -              | -              | -              | -                | -                |                  |
| 2005 - 2006 | Girondins de Bordeaux | France     | Ligue 1        | 14          | 0           | -                 | -                 | -              | -              | -              | -                | -                |                  |
| 2006 - 2007 | Girondins de Bordeaux | France     | Ligue 1        | 24          | 0           | 5                 | 1                 | C1+C3          | 3+1            | 0              | -                | -                |                  |
| 2007 - 2008 | Girondins de Bordeaux | France     | Ligue 1        | 7           | 0           | 3                 | 0                 | C3             | 6              | 0              | -                | -                |                  |
| 2008 - 2009 | Girondins de Bordeaux | France     | Ligue 1        | 0           | 0           | 0                 | 0                 | C3             | 0              | 0              | -                | -                |                  |
| 2009 - 2009 | Le Havre              | France     | Ligue 1        | 13          | 1           | -                 | -                 | -              | -              | -              | -                | -                |                  |
| 2009 - 2010 | AS Nancy-Lorraine     | France     | Ligue 1        | 16          | 0           | -                 | -                 | -              | -              | -              | -                | -                |                  |
| 2010 - 2011 | Girondins de Bordeaux | France     | Ligue 1        | 12          | 0           | 1                 | 0                 | -              | -              | -              | -                | -                |                  |
| 2011 - 2012 | Girondins de Bordeaux | France     | Ligue 1        | 2           | 0           | 1                 | 0                 | -              | -              | -              | -                | -                |                  |
| 2012 - 2013 | Girondins de Bordeaux | France     | Ligue 1        | 19          | 0           | 4                 | 0                 | C3             | 5              | 0              | -                | -                |                  |
| 2013 - 2013 | Crystal Palace FC     | Angleterre | Premier League | -           | -           | 1                 | 0                 | -              | -              | -              | -                | -                |                  |